# Ciemnia fotograficzna

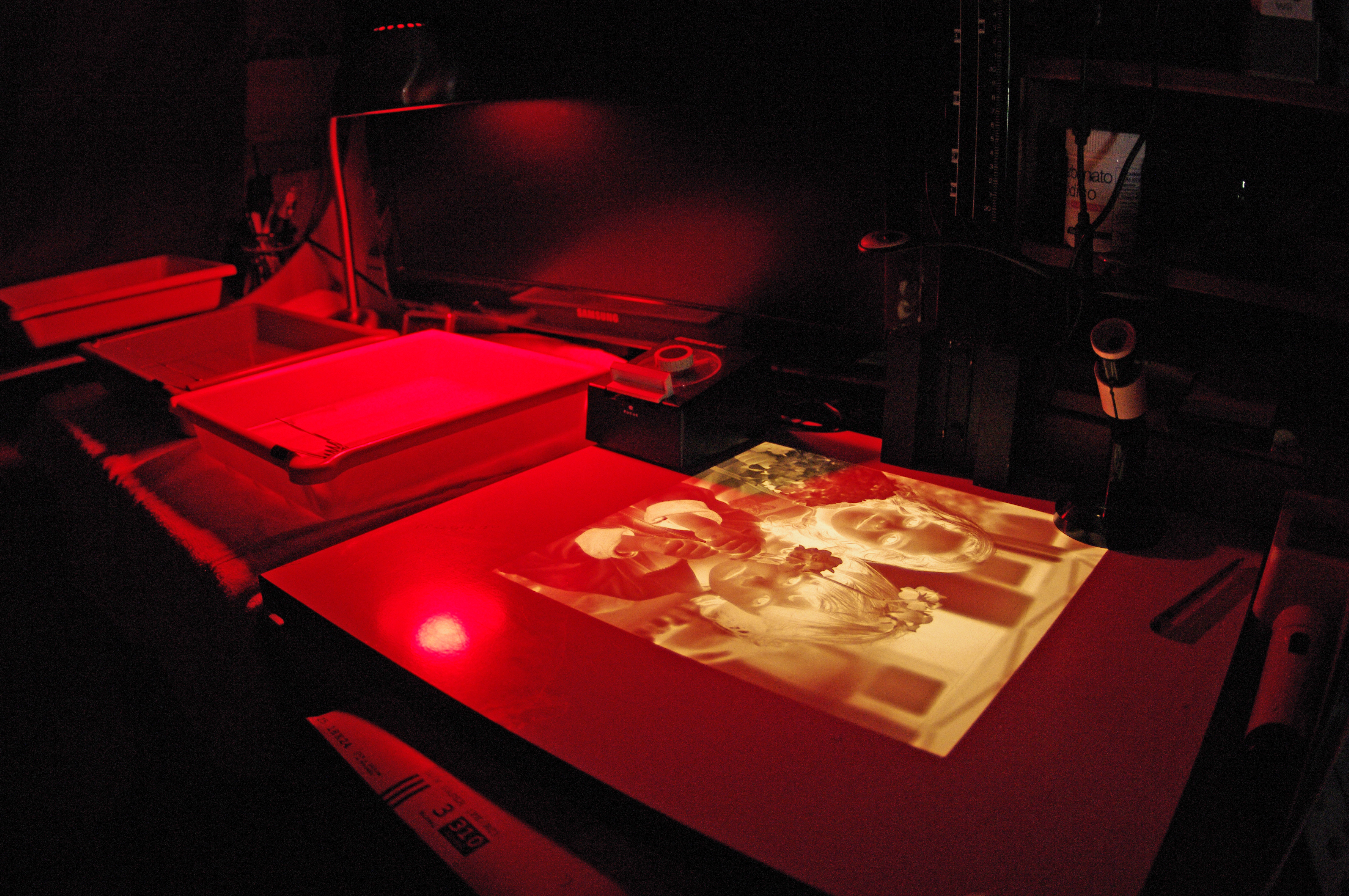
Stół w ciemni pozwalający przeprowadzić cały proces obróbki odbitek

Ciemnia fotograficzna – miejsce służące do obróbki chemicznej materiałów fotograficznych: negatywów, pozytywów, zwanych inaczej odbitką, i diapozytywów w procesie wywołania tych materiałów w fotografii tradycyjnej. W ciemni wywoływane są także duże klisze fotograficzne używane m.in. w fotografii rentgenowskiej.

## Budowa
- Miejsce to jest pozbawione całkowicie światła dziennego, wyposażone z reguły w lampy ciemniowe w trzech kolorach: czerwonym, oliwkowym oraz pomarańczowym, używane pojedynczo, w zależności od czułości spektralnej danego materiału fotograficznego.
- Zazwyczaj ciemnia składa się z dwóch pomieszczeń: tzw. ciemni właściwej, wyposażonej w sztuczne oświetlenie i dostęp do wody, oraz śluzy świetlnej, służącej przejściu z pomieszczenia oświetlonego światłem dziennym do ciemni właściwej.

## Sprzęt używany w ciemni fotograficznej
- powiększalnik
- kuweta
- koreks
- maskownica
- zegar ciemniowy
- suszarka fotograficzna

## Środki chemiczne używane w ciemni fotograficznej
- wywoływacz pozytywowy
- wywoływacz negatywowy
- utrwalacz
- przerywacz
- zmiękczacz
- osłabiacz

## Inne materiały używane w ciemni fotograficznej
- papier fotograficzny